# Катлер (Илиноис)
Катлер (енгл. Cutler) град је у америчкој савезној држави Илиноис.

## Демографија
По попису из 2010. године број становника је 441, што је 102 (-18,8%) становника мање него 2000. године.
| Група             | 2000.       | 2010.       |
| Белци             | 538 (99,1%) | 431 (97,7%) |
| Афроамериканци    | 1 (0,2%)    | 5 (1,1%)    |
| Азијати           | 0 (0,0%)    | 0 (0,0%)    |
| Хиспаноамериканци | 2 (0,4%)    | 2 (0,5%)    |
| Укупно            | 543         | 441         |